# Уробилин
Уробилин, или урохром — вещество жёлтого цвета, молекула которого относится к линейным тетрапирролам. Это вещество, и связанный с ним метаболит, уробилиноген, представляют собой продукты распада циклического тетрапиррола гема, и придают моче характерный жёлтый цвет.

## Метаболизм
Уробилин образуется при многостадийном распаде гема. Сначала гем превращается в биливердин и далее в билирубин. Билирубин выводится с желчью в двенадцатиперстную кишку, а затем разлагается микроорганизмами толстой кишки до уробилиногена, который реабсорбируется в кровоток, где превращается в уробилин и в конце концов выводится почками.

## Использование в медицине
Многие виды анализа мочи учитывают содержание в ней уробилина, поскольку его уровень даёт понимание того, насколько эффективно в организме функционирует моче-выделительная система. В норме, моча выглядит светло-жёлтой или бесцветной, а при недостатке в организме жидкости, который обычно вызван сном или обезвоживанием, содержание воды в моче уменьшается, что приводит к росту концентрации уробилина, и — как следствие — более тёмному цвету мочи. При желтухе выведение билирубина с желчью уменьшается, так что основная его часть остаётся в крови, а далее выводится с мочой, что делает её тёмного цвета, но с необычно низким содержанием уробилина и полным отсутствием уробилиногена. Эти симптомы обычно сопровождаются слабо окрашенными фекалиями. Моча также может темнеть из-за присутствия в ней других химических веществ, таких как различные компоненты диеты или лекарства, порфирины при порфирии, и гомогентизиновая кислота у пациентов с алкаптонурией.